# Centrum Popularyzacji Kosmosu „Planetarium – Toruń”

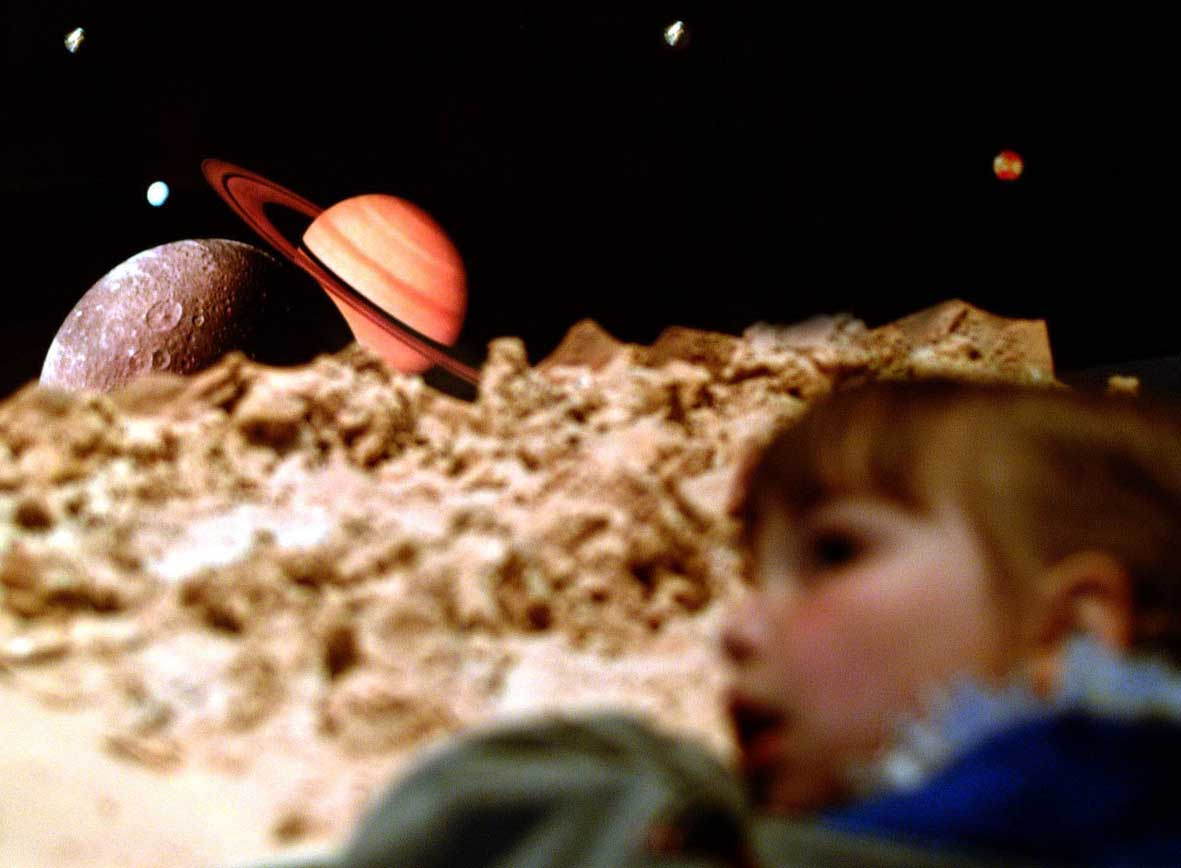
Pokaz w planetarium

Centrum Popularyzacji Kosmosu „Planetarium – Toruń” (do 2012 roku Planetarium im. Władysława Dziewulskiego w Toruniu) – planetarium oraz centrum popularyzacji kosmosu, znajdujące się przy ul. Franciszkańskiej 15/21 w Toruniu. W 2022 roku liczba odwiedzających planetarium wyniosła 290 196 osób.
Patronem Planetarium jest astronom, profesor Uniwersytetu Stefana Batorego w Wilnie, współtwórca Uniwersytetu Mikołaja Kopernika w Toruniu i Obserwatorium Astronomicznego w Piwnicach Władysław Dziewulski.

## Budynek
Planetarium mieści się w budynku dawnego zbiornika na gaz, wybudowanego w 1860 roku, na miejscu wyburzonego na pocz. XIX wieku klasztoru franciszkanów. W latach 1860–1890 na terenie dawnego ogrodu franciszkanów wybudowano trzy zbiorniki gazowe. Zbiornik z 1860 roku był jedynym w mieście, który obudowano cegłą. W 1927 roku rozebrano dwa zbiorniki. Najstarszy z 1860 roku zachował się. W 1989 roku rozpoczęto adaptowanie go na planetarium. W latach 1984–1993 przeprowadzono remont budynku oraz przygotowano stary zbiornik gazowy na nowe potrzeby. Kompleks dawnego zespołu gazowni miejskiej wpisano do gminnej ewidencji zabytków (nr 192).
Budynek wzorowano na gazowni w Berlinie. Architektura budynku odwołuje się do gotyku. W bryle budynku są widoczne elementy architektury obronnej poprzez wykorzystanie krenelażu nad gzymsem. Pod krenelażem znajdują się rytmicznie ułożone organki. Wysokość budynku podkreślają wykorzystane skarpy oraz smukłe i wydłużone w pionie okna pomiędzy nimi. Na parterze okna są pojedyncze, zamknięte łukiem odcinkowym w przyziemiu. Wnętrze całkowicie zaadaptowano na potrzeby planetarium.

## Historia
Idea założenia planetarium po raz pierwszy pojawiła się przed II wojną światową. W 1954 roku Polskie Towarzystwo Miłośników Astronomii zaproponowało utworzenie planetarium. W przygotowanym projekcie zaproponowano umieszczenie dwóch kopuł obserwacyjnych (3 i 5 m), dziesięciometrową kopułę planetarium, bibliotekę, pracownie młodzieżowe i salę wykładową. Planetarium miało być wybudowane na Bydgoskim Przedmieściu. Pomimo poparcia projektu ze strony władz miejskich i wojewódzkich w 1961 roku, planetarium nie zostało wybudowane. Nie udało się wprowadzić projektu do obchodów 500-lecia urodzin Mikołaja Kopernika, przypadających w 1973 roku.
Pod koniec lat 70. Muzeum „Dom Mikołaja Kopernika” (ob. oddział Muzeum Okręgowego w Toruniu) dołączyło do prac nad budową planetarium. Wówczas zainteresowano się ulokowaniem obiektu w ruinach starego zbiornika na gaz. W 1981 roku wydano zgodę na budowę. Kamień węgielny położono w 1984 roku, jednak właściwe pracę rozpoczęły się w 1990 roku.
8 maja 1990 roku powołano Fundację Przyjaciół Planetarium i Muzeum Mikołaja Kopernika w Toruniu. Jest to prywatna fundacja, nadzorowana przez Ministerstwo Kultury i Sztuki. W 1993 roku Fundacja otrzymała budynek.
Planetarium zostało otwarte 17 lutego 1994 roku. W chwili otwarcia było to 14 planetarium w Polsce. Uroczystego otwarcia dokonał docent Wacław Dziewulski, wnuk patrona placówki. Pierwszy pokaz publiczny odbył się 19 lutego 1994 roku. Twórcą i pierwszym dyrektorem Planetarium był Lucjan Broniewicz. W pierwszym roku działalności Planetarium odwiedziło 100 tys. gości. W maju 1995 roku slajdy prezentowane przez projektor w Planetarium zostały połączone w panoramy. W listopadzie 1997 roku założono system „all-sky”, który pozwolił pokryć obrazem slajdów całą kopułę. W 2011 roku, po śmierci Lucjana Broniewicza, dyrektor Planetarium została jego żona Anna. W 2012 roku planetarium przemianowano na Centrum Popularyzacji Kosmosu „Planetarium – Toruń”. W styczniu 2014 roku planetarium przeszło całkowicie na cyfrowy system projekcji typu fulldome.
26 czerwca 2005 roku została otwarta pierwsza interaktywna wystawa, sala Orbitarium. Umożliwiało ono odtworzenie zjawisk zachodzących we Wszechświecie. Urządzenia umożliwiały m.in. wywołanie tornada, wytworzenie zorzy polarnej czy też sprawdzenie, ile człowiek ważyłby na Księżycu. Nad salą Orbitarium był zawieszony model sondy kosmicznej Cassini-Huygens, wysłanej w 1997 roku przez NASA w kierunku Saturna. Orbitarium było czynne do 2 września 2017 roku.
22 kwietnia 2012 roku oddano do użytku salę Geodium. Jest ona poświęcona Ziemi. W centrum mieści się model kuli ziemskiej o średnicy ok. dwóch metrów. Specjalne oświetlenie umożliwia wytłumaczenie zwiedzającym powstawanie pór roku i pór dnia. 12 lutego 2018 roku otworzono wystawę Baza MARS#17. Jest to interaktywna przestrzeń zaaranżowana w formie bazy kosmicznej, adresowana do dzieci i młodzieży. Zastąpiła ona zamknięte Orbitarium.
W 2010 roku planetarium zostało uhonorowane Certyfikatem Polskiej Organizacji Turystycznej. W 2016 roku otrzymało tytuł Ambasadora Toruńskiej Turystyki. W 2019 roku, w 25. rocznicę istnienia, Planetarium otrzymało Medal „Thorunium”.

## Programy
Od 1994 roku Planetarium stworzyło 76 seansów. Pierwszy seans, jaki powstał w Planetarium, nazywa się A jednak się kręci…, opowiadający o niebie, gwiazdach, Mikołaju Koperniku i Aleksandrze Wolszczanie.
Na przełomie lat 90. i dwutysięcznych Planetarium organizowała program Muzyka pod Gwiazdami, będącym połączeniem pokazu astronomicznego przy utworach wykonawców muzyki elektronicznej, takich jak np. Jean-Michel Jarre czy Tangerine Dream. Na podstawie tego programu Planetarium zorganizowało koncerty, na których wystąpili m.in. Józef Skrzek i Daniel Bloom.

## Dane techniczne Planetarium
Średnica kopuły Planetarium wynosi 15 metrów. Wysokość od podłogi w sali Planetarium do zenitu wynosi 9,5 metra. W budynku znajduje się 189 foteli dla widzów. Planetarium w Toruniu jest jednym z czterech największych w Polsce pod względem wielkości kopuły i liczby miejsc na widowni (po planetariach w Chorzowie, Olsztynie i warszawskim Planetarium Niebo Kopernika). Zamontowany w styczniu 2023 roku projektor SKYMASTER ZKP4 LED firmy Zeiss umożliwia wyświetlenie 7 tys. gwiazd.